# Welle (Nedersaksen)
Welle is een gemeente in de Duitse deelstaat Nedersaksen. De gemeente maakt deel uit van de Samtgemeinde Tostedt in het Landkreis Harburg. Welle telt 1.221 inwoners. In het plaatselijke Nederduitse dialect heet de plaats Will.
Tot de gemeente Welle behoren, naast het gelijknamige dorp, nog de dorpjes Kampen en Hoinkenbostel en het gehucht Kamperlien. Kampen ligt iets ten westen van Welle, en Hoinkenbostel ligt iets ten noorden van Kampen. Het dorp Welle wordt doorsneden door de hoofdverkeersweg Bundesstraße 3. Openbaar vervoer is, afgezien van een enkele schoolbusdienst, vrijwel afwezig. Wel kent de Samtgemeinde Tostedt een ietwat op een belbus lijkende deeltaxi-dienst (AST, AnrufSammelTaxi).

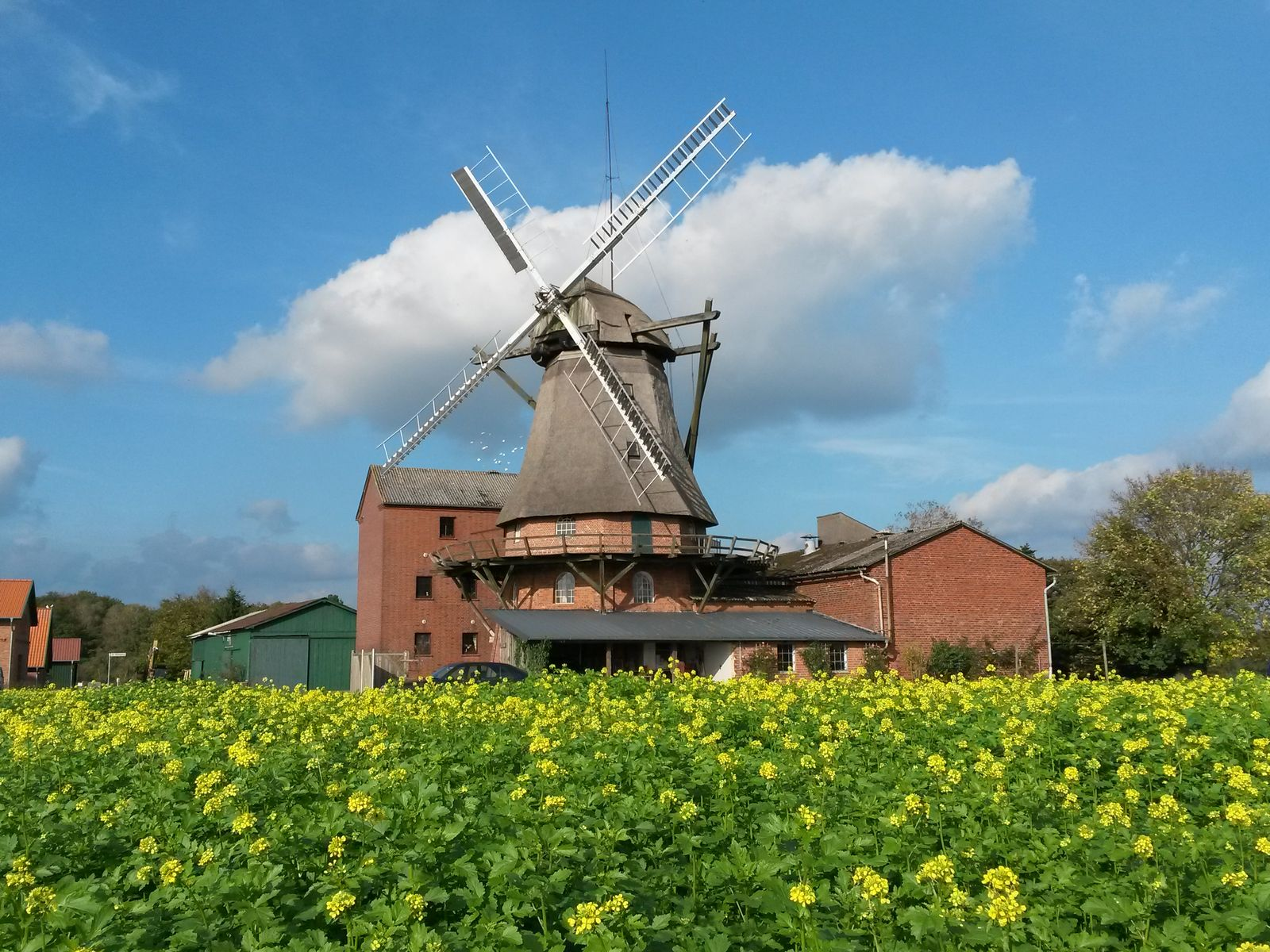
De molen van Kampen

Te Kampen staat een monumentale, ook in het gemeentewapen afgebeelde, windmolen (type: bovenkruier).
De gemeentes Welle en Otter liggen aan de noordelijke rand van de toeristisch aantrekkelijke Lüneburger Heide. Op de 101 meter hoge heuvel Otterberg ontspringt de Oste, een zijrivier van de Elbe. De bovenloop van de Wümme loopt door het natuurreservaat Obere Wümmeniederung. Dat ligt grotendeels in de gemeente Otter, en niet zeer ver ten westen van Welle. Hieraan grenst in het oosten een ander natuurreservaat, het 121 hectare grote veengebied Heidemoor bei Ottermoor dat vanwege de biodiversiteit erg waardevol is.
De bevolking van de gemeentes Welle en Otter leeft van het toerisme naar de Lüneburger Heide; beide plaatsen liggen aan een aantal wandel- en fietsroutes daardoorheen. Verder is er nog enige landbouw.

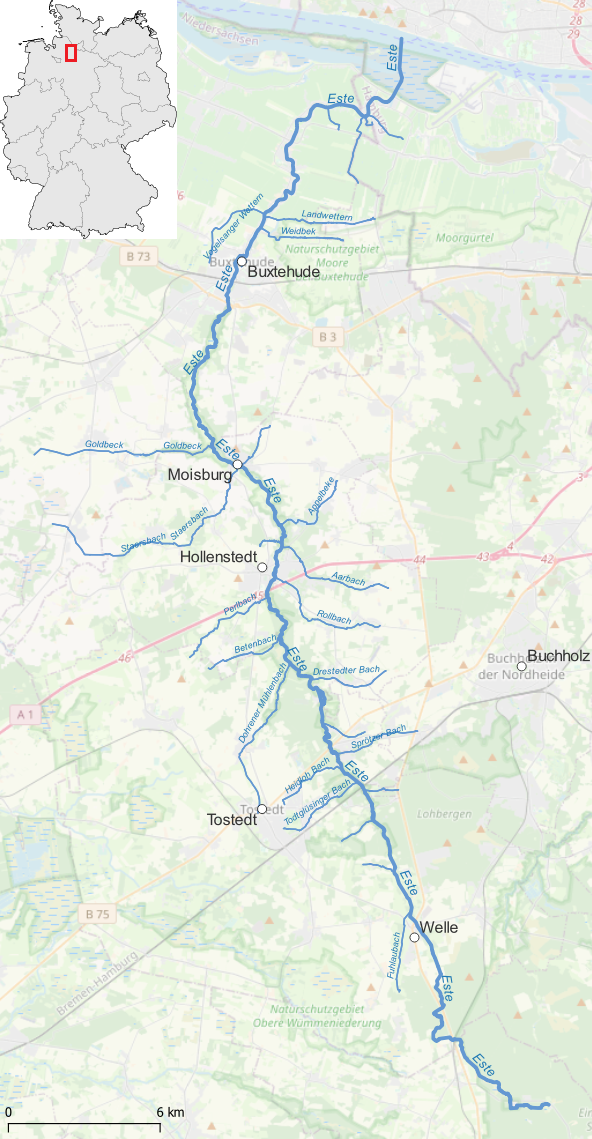
Stroomgebied van de Este

Welle ligt aan de bovenloop van de Este. Dit is een 62 km lange, linker zijrivier van de Elbe, die pas stroomafwaarts van Buxtehude bevaarbaar is.